# 根来衆

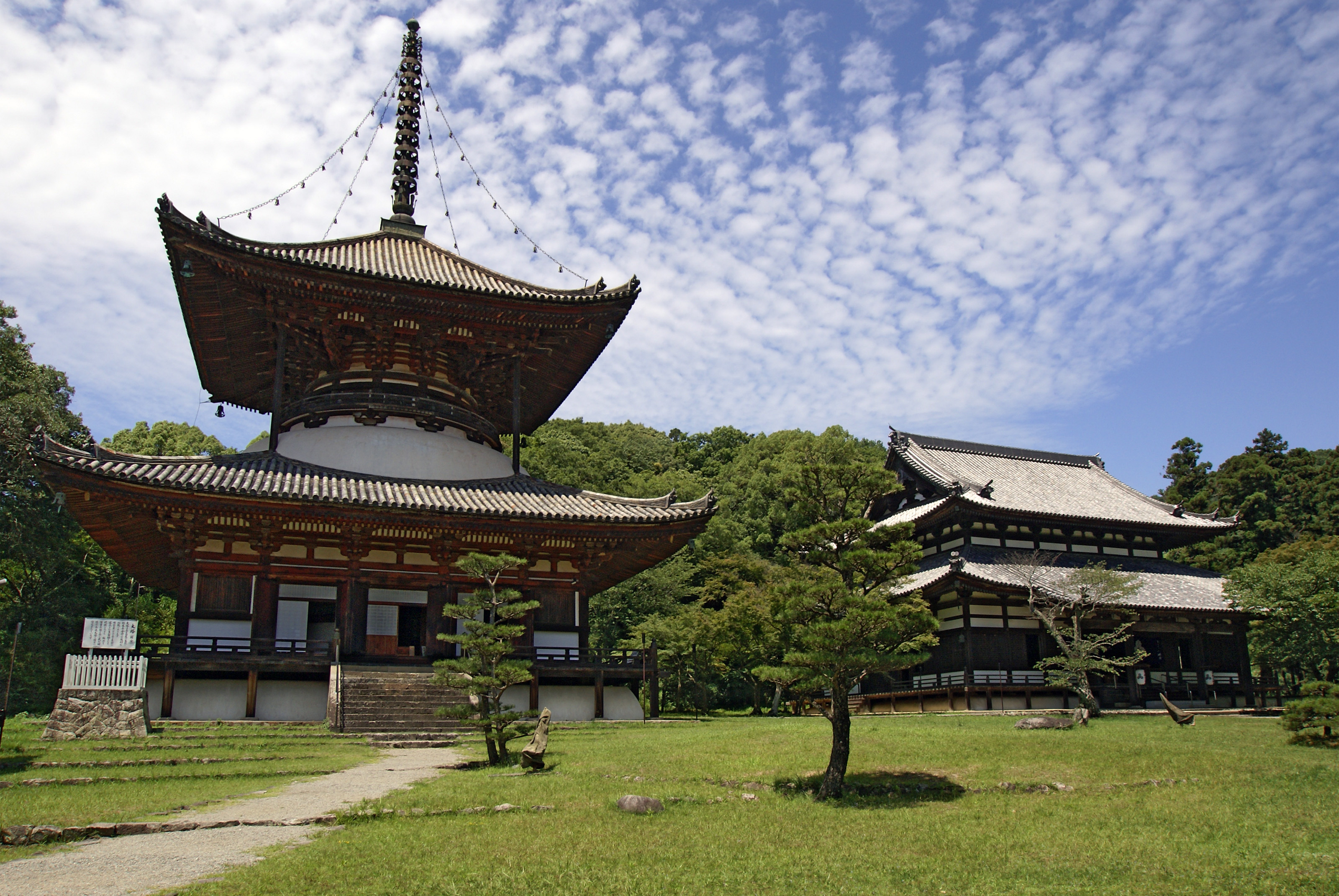
根来寺

根来衆（ねごろしゅう）は、戦国時代に紀伊国北部の根来寺を中心とする一帯（現在の岩出市）に居住した僧兵たちの集団である。雑賀衆と同様に鉄砲で武装しており、傭兵集団としても活躍した。

## 概要
根来衆を構成した主な一族としては、根来寺の僧坊の一つである杉の坊を拠点とした津田監物をはじめとする津田氏や泉州熊取谷の豪士霜氏などが知られている。織田信長を狙撃したことで有名な杉谷善住坊が門徒という説もあるが、根来衆は信長には好意的で、信長の紀州征伐にも加勢し、京都御馬揃えにも参加していた。
しかし信長の死後、小牧・長久手の戦いでは雑賀衆と共に大坂を攻め豊臣秀吉の心胆を寒からしめた。戦後は秀吉による紀州征伐（千石堀城の戦い）が起こり、根来大善（霜盛重）を中心に抵抗した。雑賀衆の鈴木佐大夫が藤堂高虎に謀殺されると、伊勢に逃れ、徳川家康に従い、成瀬正成を組頭とする根来組同心として内藤新宿に配置される。関ヶ原の戦いの際は正成の組下として活躍する。
また、根来寺岩室坊院主であった田中一族は、慶長5年（1600年）頃安芸の毛利氏家臣となり、「根来氏」を称して、長州藩士として続いた。末裔に幕末の家老職であった根来親祐やその子根来親保がいる。